# Gouvernement de Nyland
 (signalé en juin 2025).
Si vous disposez d'ouvrages ou d'articles de référence ou si vous connaissez des sites web de qualité traitant du thème abordé ici, merci de compléter l'article en donnant les références utiles à sa vérifiabilité et en les liant à la section « Notes et références ».
- Archive Wikiwix
- Bing
- Cairn
- DuckDuckGo
- E. Universalis
- Gallica
- Google
- G. Books
- G. News
- G. Scholar
- Persée
- Qwant
- (zh) Baidu
- (ru) Yandex
- (wd) trouver des œuvres sur Wikidata

1831–1917
Entités précédentes :
- Suède

Entités suivantes :
- Finlande

Le gouvernement de Nyland (en russe : Нюландская губерния, en suédois : Nylands län, en finnois : Uudenmaan lääni) est une division administrative du Grand-duché de Finlande au sein de l’Empire russe, qui exista de 1831 jusqu’à l’indépendance de la Finlande en 1917. Sa capitale est Helsinki (Helsingfors en suédois).

## Géographie
Situé sur la côte méridionale de la Finlande, le gouvernement de Nyland était bordé d’ouest en est par les gouvernements d'Åbo et Björneborg, Tavastehus, Sankt Michel et Vyborg.
Le territoire du gouvernement de Nyland correspond à la province de Uusimaa.

## Subdivisions administratives
A début du XXe siècle, le gouvernement de Nyland était divisé en quatre ouïezds : Helsinki, Pernaja, Raseborg-est et Raseborg-ouest. Le gouvernement comptait cinq villes, la forteresse de Sveaborg ainsi que 1296 villages.

## Population
En 1892, la population du gouvernement était de 244 951 habitants, dont 51,2 % de Finnois et 47,9 % de Suédois.

## Gouverneurs
- 3 mai 1831 — 3 août 1831 : Johan Ulrik Sebastian Gripenberg
- 9 mai 1832 — 21 mai 1847 : Gustaf Magnus Armfelt
- 25 mai 1847 — 19 mars 1854 : Johan Mauritz Nordenstam
- 19 mars 1854 — 25 août 1856 : Carl Fabian Langenskiold
- 25 août 1856 — 17 avril 1858 : Johan Mauritz Nordenstam
- 17 avril 1858 — 1er avril 1862 : Samuel Henrik Antell
- 17 avril 1862 — 15 juin 1869 : Alfons Walleen
- 15 juin 1869 — 8 mai 1873 : Theodor Thilen
- 10 juin 1873 — 19 septembre 1888 : Georg von Alfthan
- 19 septembre 1888 — 19 novembre 1888 : Victor Napoleon Procopé
- 19 novembre 1888 — 21 décembre 1896 : Hjalmar Georg Palin
- 25 janvier 1897 — 14 août 1900 : Kasten de Pont
- 1901 — 5 mai 1905 : Mikhaïl Kaïgorodov
- 5 mai 1905 — 11 août 1905 : Anatoli Rheinbott
- 11 août 1905 — 4 décembre 1905 : Alexandre Lvovski
- 4 décembre 1905 — 1910 : Max Theodor Alfthan
- 15 août 1910 — 2 novembre 1913 : Eugraf Nyman
- 1913 — 1917 : Bernhard Otto Widnas